# معقولة وغير تمييزية
(بالإنجليزية: Reasonable and non-discriminatory terms (RAND))‏ أما بالعربي ، نتحدث عن رخص معقولة وغير تمييزية عندما يعتبر أن تكاليف التراخيص ، والالتزامات القانونية أو أي شكل من أشكال القيود ليست مكلفة. غالبا ما تكون براءات الاختراع أساسية و تعتبر حتى من قبل هيئات المعايير التي تطلب من صاحب الاختراع منح التراخيص بسعر معقول.

## رأي مؤسسة جنو
لدى منظمات المعايير التي تعتمد المعايير التي تقيدها براءات الاختراع سياسة للحصول على رخص براءات الاختراع وهي تتطلب ثمنًا معينًا لكل نسخ من البرنامج. يُشار عادة إلى تلك الرخص ب”RAND“، والتي تعني ”معقولة وغير تمييزية“.
يبرئ الاسم العديد من تراخيص براءات الاختراع التي هي عادة ليست معقولة وليست غير تمييزية. صحيح أن تلك الرخص لا تُميّز ضد أي إنسان بعينه، لكنه تُميّز ضد مجتمع البرمجيات الحرة، وهذا يجعلها غير معقولة. لذلك، فإن نصف كلمة ”RAND“ خطأ والثاني متحيز.
يجب أن تعترف منظمات المعايير أن تلك الرخص تمييزية ويجب أن تترك استخدام كلمتي ”معقولة وغير تمييزية“ و ”RAND“ لوصف تلك المعايير. وإلى أن يقوموا بذلك، فإن التتاب الذين لا يرغبون في تبرير تلك الرخص سوف يحسنون برفضها. إن استخدمها لمجرد أن شركات براءات الاختراع الكبرى نشرته ما هو إلا جعل تلك الشركات تملي عليك الآراء التي تعبر عنها.